# Lactoria fornasini
Lactioria fornasini — вид скелезубоподібних риб родини Кузовкові (Ostraciidae).

## Опис
Сягає завдовжки 23 см.

## Поширення
Мешкає у тропічних та субтропічних водах Індо-Пацифіки від Південної Африки до Японії та Гаваїв на глибині до 130 м.